# にしね・ザ・タイガー
にしね・ザ・タイガー（1988年4月17日 - ）は、日本のお笑い芸人。三重県出身。松竹芸能所属。

## 来歴
2006年2月に、松竹芸能養成所（現：松竹芸能タレントスクール）に入学する。
当初は相方探しが難航して、原田竜介（横山ゆうすけ）と「バーンサイド」、養成所の後輩と「サクセスヒーロー」、荒木好之（クロコップ）と「しゃけへ〜ふ〜」など、2011年にピン芸人「にしね・ザ・タイガー」を名乗り始めるまでに12組
のコンビを結成している。
2012年に、竹下ポップ、華井二等兵と「トリオザスリー」を組んで「博士と助手〜細かすぎて伝わらないモノマネ選手権〜」18回大会に出演（某遊園地のヒーローショー）して3位に入り、ユニットでの番組出演が増えてくる。
デビュー当時から先輩の松原タニシと行動する機会が多く、近年では華井二等兵と「にしね・ザ・タイガーと師匠」「大河＆SHIBUYA」「セシル一門（セシル・大河、セシル・ジュン）」などのユニットを組んでマジック・漫才を行っている。
芸人になる前に対人恐怖症で引きこもりになった事があり
、その時の経験を活かして講演会活動やコミュニケーションが苦手な人の為の自己アピール講座等の活動も行っている。
2021年から「北野誠のおまえら行くな。」「北野誠のぼくらは心霊探偵団」内の期間限定ミニコーナー企画として、「にしね・ザ・タイガーの今日の幽霊マンション」をスタートさせ、幽霊が出ると言われる物件に定期的に泊まっている。

## 芸風
趣味と特技を生かした芸風で主にピン芸人として活動している。
- 阪神タイガースファン [14]

知識を活かして歌ネタ、マジック、阪神占いなどを行っている。
- 特撮ヒーローファン（スーパー戦隊・仮面ライダー）[15]

関連グッズを大量に収集している。定期的にトークライブ「スーパーヒーロートーク」を主催したり、特撮俳優イベントの司会なども行っている。
- おでこでピアニカを弾くことができて、レパートリーは男はつらいよのテーマ・上を向いて歩こう・夏祭りなど多岐に渡る[注 1]。

- 「セシル・大河」名義で単独か、マジック侍SHIBUYAと「大河＆SHIBUYA」を組んでテーブルマジックを行っている[注 1]。

主に、なんば白鯨・なんば紅鶴・道頓堀ZAZAを活動の場としていて、2008年からはライブ「ニシネ死ネ死ネ団」を毎月開催している。

## 出演

### テレビ
- 博士と助手〜細かすぎて伝わらないモノマネ選手権〜（2011年・2012年・2013年、フジテレビ）17回：単独出演、18回：某遊園地のヒーローショーで3位、19回 [注 5]
- マバタキー（2013年、フジテレビ）[注 5]
- 暗躍!芸人ブローカー 〜テレビに出ない（秘）芸人密売所〜（2013年、関西テレビ）[注 5]
- 歌ネタ王決定戦（2013年 - 、毎日放送）2013年・2014年 準決勝進出 [18]
- バリバラ（2014年、Eテレ）SHOW-1グランプリ2014に後輩と「ヒューマンホラーズ」で出演 [11]
- ツギクルもん（2015年、フジテレビ）[注 5]
- チキチキジョニーの関西ええとこ見つけ隊（2016年、J:COM）
- 朝生ワイド す・またん!（2016年、読売テレビ）
- ミュージャック（2016年、関西テレビ）
- 桃色つるべ〜お次の方どうぞ〜（2017年、関西テレビ）
- すもももももも!ピーチCAFE（2017年、読売テレビ）
- ヤバイかスゴイか カミヒトエ!（2019年、テレビ朝日）
- 100TAINER（2019年、中京テレビ）
- ニノさん（2019年、日本テレビ）10人の偏り人
- 世界まる見え!テレビ特捜部（2020年、日本テレビ）ちょっとすごい？限界ワザ「おでこでピアニカ」
- 走れ!みつくに社長 おススメ情報お届けします（2020年、テレビ大阪）[19]
- 痛快!明石家電視台（2020年、毎日放送）実際どうなん!?よゐこ率いる松竹芸能軍団
- 新春!爆笑ヒットパレード（2021年、フジテレビ）第3部「爆笑ヒットタレント」
- 北野誠のおまえら行くな。(2021年、エンタメ〜テレ☆シネドラバラエティ）2021年からのミニコーナー

### ラジオ
- 森脇健児のサタデーミーティング（1998年 - 、KBS京都）第15期：中継担当など
- 友紀希望 ”歌の旅”（2011年 - 2017年、ラジオ関西）
- 茶屋町夏まつり「TKF VS 森脇軍団 夏の激アツトークバトル」（2014年、MBSラジオ）
- MBS1179秋まつり「やっぱりプロ野球が好きやねん。」（2014年、MBSラジオ）
- 4年に1度の松竹バザール！面白芸人大放出!!あの座を奪うのはこいつらだ!!（2016年、MBSラジオ）
- MBSベースボールパーク番外編（2016年、MBSラジオ）
- かみじょうたけしのなニシにキタん!（Rakuten.FM TOHOKU）
- 次は〜新福島!（2018年、MBSラジオ）
- 押尾コータローの押しても弾いてもSP（2018年、MBSラジオ）
- 松原タニシの生きる（2019年、ラジオ関西）
- よなよな…火曜日（2020年、朝日放送ラジオ） - 華井二等兵と共に増田英彦（ますだおかだ）のパートナーとして出演

### ネット配信
- おちゅーんLIVE!（2015年 - 、YouTube、ニコニコ生放送）準レギュラー [5][15]

### 映画
- 事故物件 恐い間取り（2020年8月）[注 6]

### 舞台
- 『政府登録國際観光旅館』Government Registered International Tourist Hotel（2019年、神戸三宮シアター・エートー）[20]
- 大阪環状線 〜君の歌声が聴きたくて1985〜（2019年、大阪松竹座）

### ライブ
- ニシネ死ネ死ネ団（2008年 - 、なんば白鯨）毎月 第3水曜日 開催 [注 4]
- 二人乗り（仮）（なんば白鯨）毎月 第1水曜日 開催 [注 4]
- R-指定（なんば白鯨）毎月 第4水曜日 開催 [注 4]
- スーパーヒーロートーク（なんば紅鶴）毎月 開催 [注 4]